# Sportlövészet

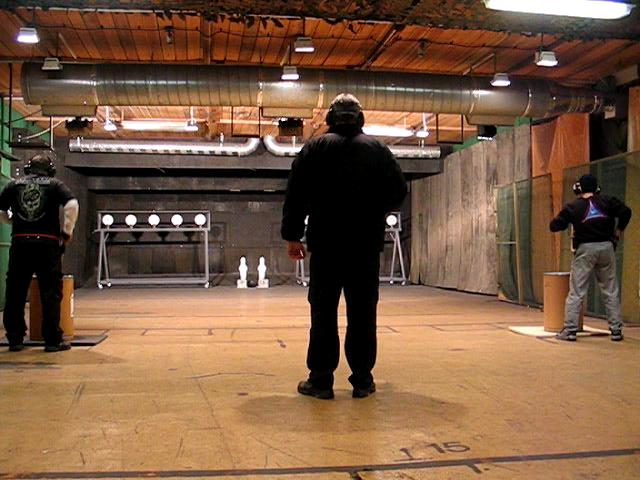
Fémpárbaj verseny az indítás után kb. fél másodperccel: a lövészek (kép szélei) felemelt keze már megindult a fegyver felé, de még nem húzták elő, a 12 cél még áll. Előtérben a bíró

A sportlövészet lőfegyverekkel (hideglő- és tűzfegyverekkel) űzött szabadidős, félprofi, vagy profi sporttevékenység.

## Pontlövészet
Olimpiai sportág is, egyetlen kihívás benne a pontosság. Többféle fegyver is használható benne, kis- és nagy kaliberű pisztoly, kiskaliberű puska (.22 LR peremgyújtású lőszerrel). A pisztollyal űzött sportok közül ebben kell a legnagyobb pontosságot elérnie a lövőknek.

## Fémlövészetek és Rapid Shooting

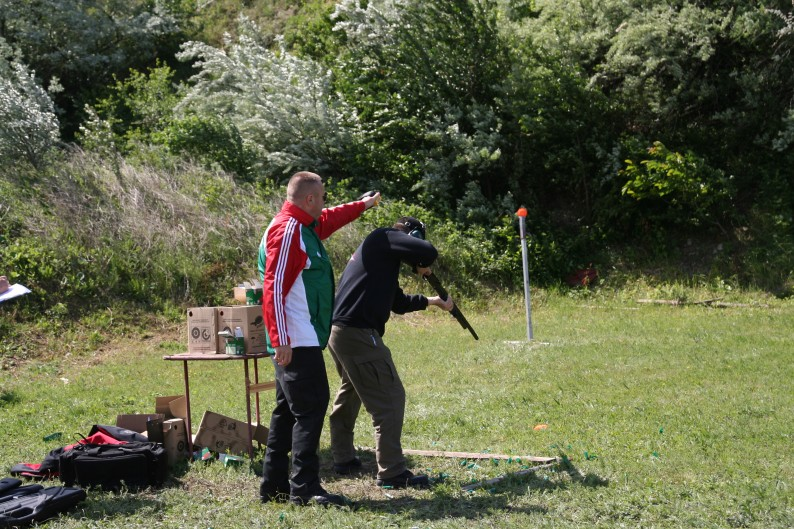
Rapid shooting sörétes verseny: versenybíró (balra) és a lövész

Magyarországon csupán néhány éves múltra tekintő lövészeti ágak, kettős kihívás elé állítják a lövészeket: nem elég pontosan lőni, arra is szükség van, hogy gyorsan lőjenek. Az győz, aki a leggyorsabban eltalálja a felállított célok mindegyikét (mellé lövés esetén ismételt lövés lehetséges, idővesztés terhére).
A Magyar Sportlövő Szövetség (MSSZ) Szituációs szakága fogja össze az alábbi versenyágakat.

### Steel challenge
Változó méretű (köralak esetén 8, 10, és 12 inch, azaz 203 mm, 254 mm és 305 mm átmérőjű, négyszögalak esetén 18×24 inch, azaz 457 mm × 610 mm, melyek vastagsága legalább 10 mm), minimum 7 méter távolságra elhelyezett fém célra történik a lövészet kis és nagy kaliberű pisztollyal, sörétes puskával, valamint kis és nagy kaliberű puskával. 
Egy pályán minimum öt célra kell lőni, melyek egyike piros színű az úgynevezett "megállító" cél kell, hogy az utolsó legyen. A verseny itt is időre történik, a kihagyott vagy rosszkor, rossz célra leadott találatokért + mp büntetéseket kap a versenyző.

### Rapid shooting

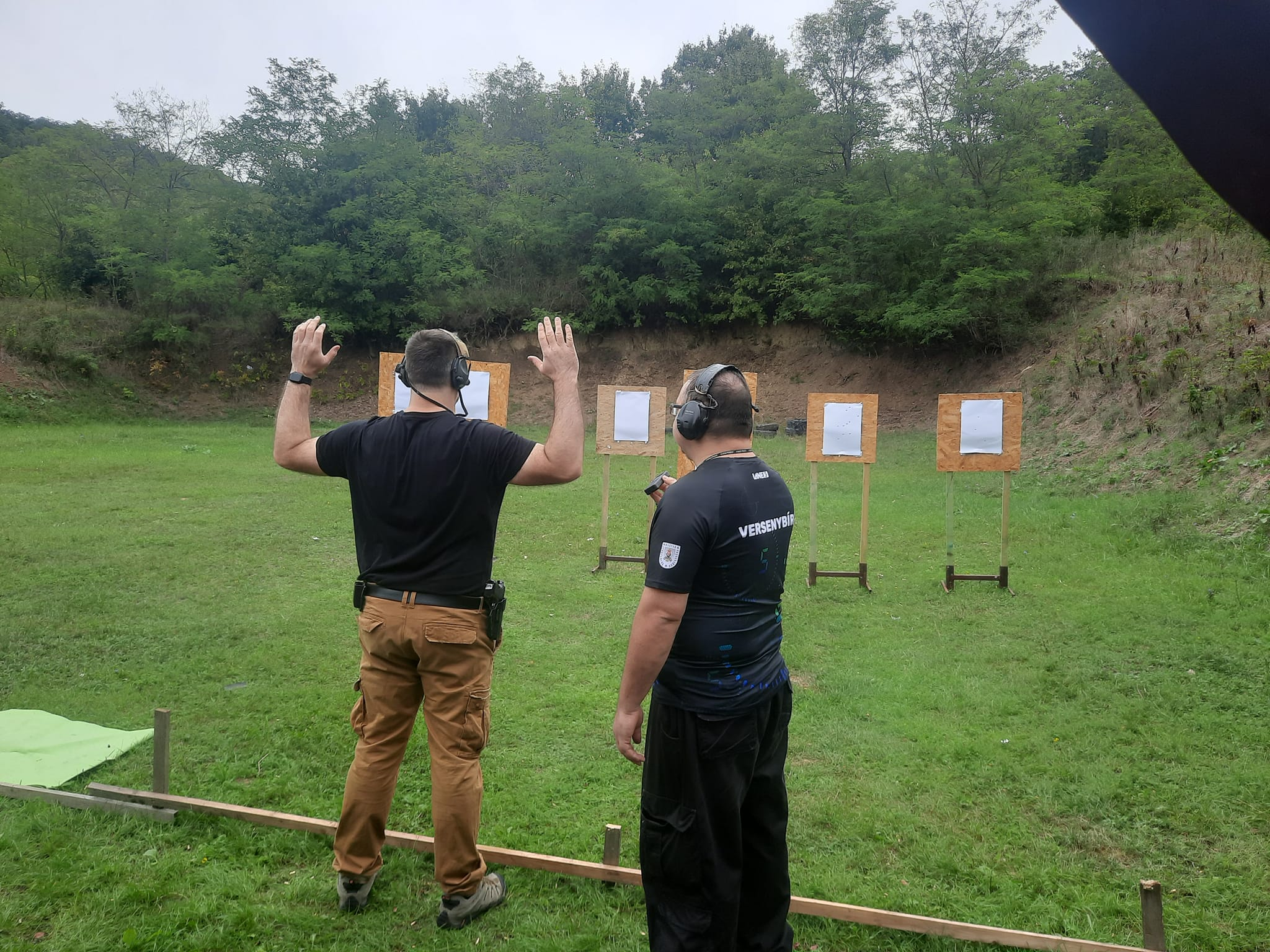
Rapid shooting versenyen a lövő kezdő pozícióban, nagy kaliberű pisztoly tokban.

A rapid shooting versenyszámoknál célnak A/3 méretű papírlapot használnak. Papír célok esetben a teljes terjedelmében a célon áthaladó találat számít értékelt találatnak. Kis -és nagy kaliberű pisztoly számoknál a célok elhelyezkedése 5, nagy kaliberű pisztoly és puska, valamint sörétes puska számoknál 10 méter. Sörétes puska számoknál a papír célokra golyólövedékek (gyöngygolyó, slug, brenneke stb.) használható, de általában ledőlő fém célokat használnak.
A pályák mindig azonosak a szabálykönyvben leírtaknak megfelelően, egy pályát (sorozatot) ötször kell végrehajtani és a legrosszabb idő eredmény nem számít bele az összesített eredménybe.

### A Rapid & Steel
Ez egy kevert versenyfajta ahol mindkét versenyágból legalább egy-egy pályát kell építeni. A két pályát két külön lőállásból lövi a lövő. A lőállások közötti mozgás ellenőrzött, a pálya megkövetelheti a tárcserét is, de csak állva a lőállásban. A Steel challenge részen nem kötelező megállító célt is használni. Gyakorlott steel challenge és rapid shooting lövőknek ajánljuk a SAS feladatokra való felkészülésre.

### Fémpárbaj

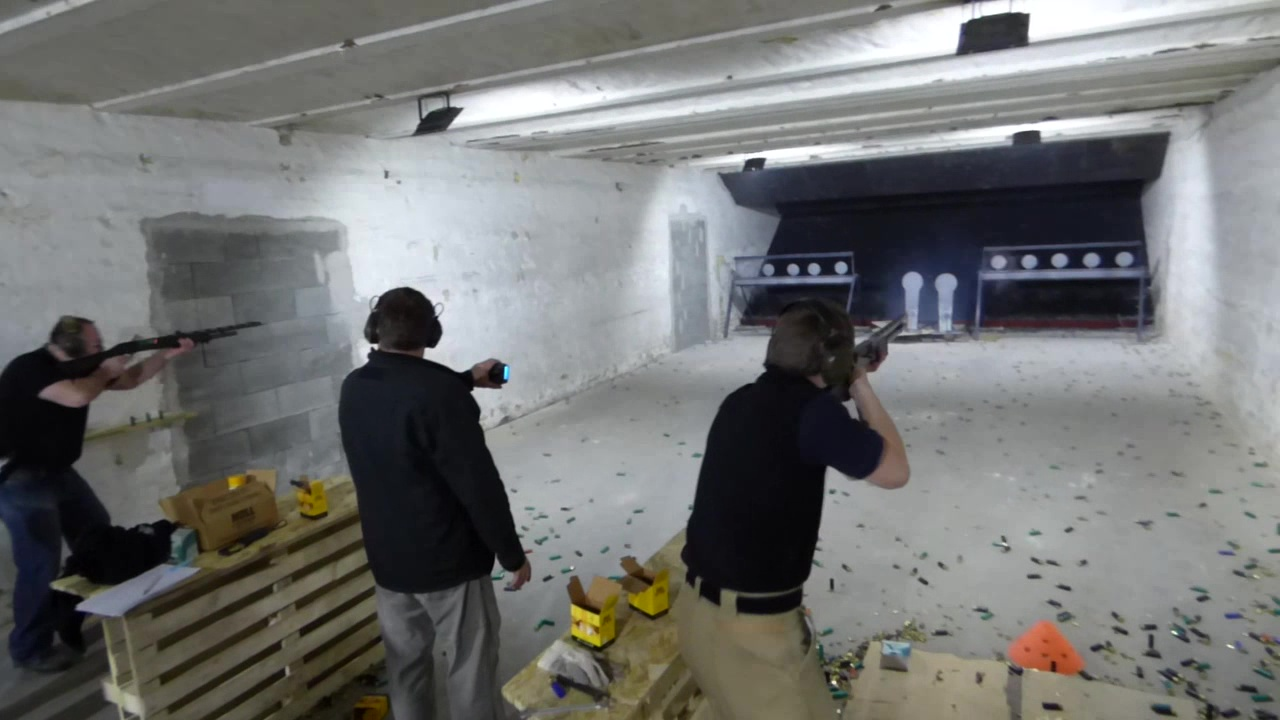
Fémpárbaj sörétes puskákkal, a középen álló célok a "megállító" célok melyeket utoljára kell meglőni.

A Steel Challenge-hez hasonlít, azonban itt nem a mért idő számít, hanem a párban megmérkőző lövészek közül a gyorsabb győz, illetve jut tovább. 
A két versenyző egyszerre lövi a feladatot, egy pályapáron, azonos kialakítású párbajgépen, vagy azonos méretű és elhelyezkedésű fém célcsoporton közös hangjelre indulva. Az győz a lőfeladatban, aki (szabályos végrehajtás mellett) gyorsabban találja el a megállító célt. Mindkét versenyző szimmetrikus pályát lő.

### Sport Action Shooting - SAS

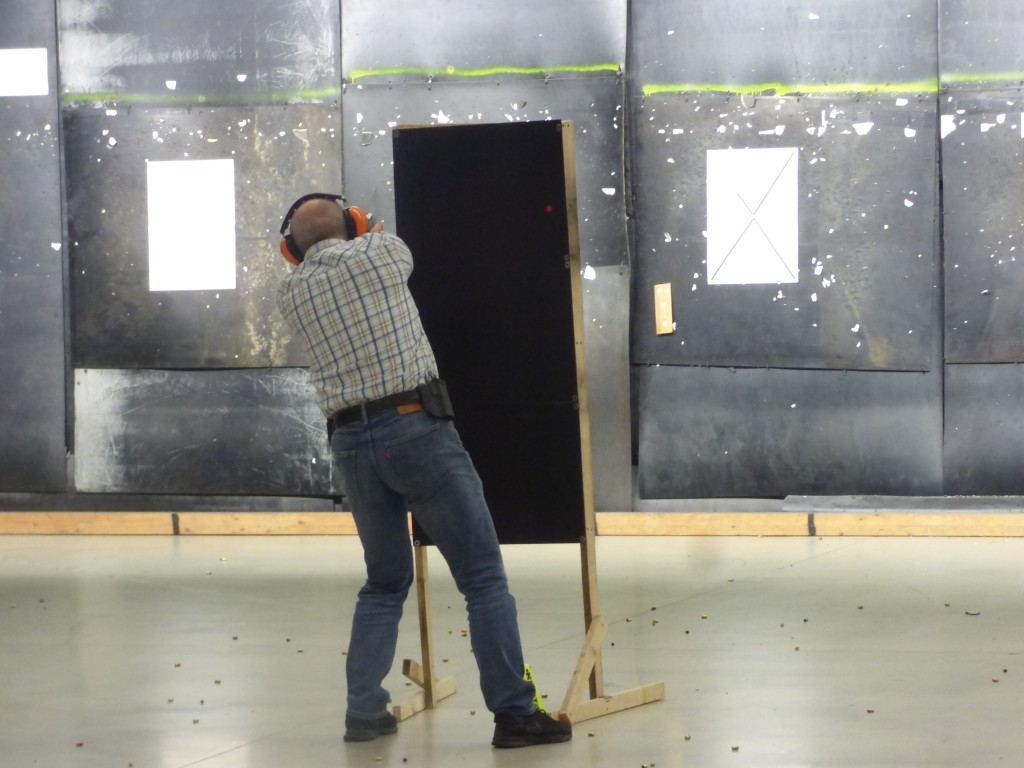
Sport Action Shooting verseny. A lövő fedezéket használva támadja meg a célokat.

Ez a versenyág azért jött létre, hogy a sportlövők, a honvédelem és rendvédelem hivatásos/szerződéses/önkéntes tagjai biztonságos és gyakorlatias keretek között tudják a lőtudásukat fejleszteni. Az alapja az IDPA 2016-os szabálykönyvére épül, de a céltípusok az ISSF által is elfogadható (nem emberi alakot imitáló) sziluettek.

### Multigun
A Multigun, amit gyakran 2 Gun -nak vagy 3 Gun -nak is neveznek a használt lőfegyverek típusától függően, olyan gyakorlati lőverseny, ahol megkövetelik a versenyzőktől a maroklőfegyverek (pisztolyok), a puskák és/vagy sörétes puskák használatát is.
MSSZ Multigun szabályzat

### CMA - Competitive Marksman Action
2024 óta az MSSZ Szituációs szakág versenyágai közé tartozik a Svájcban alapított CMA, ami mára 3 kontinensen elterjedt nemzetközi versenyággá vált.https://www.cma-sport.com/

### Használható fegyverek és kaliberek
A Szituációs szakág versenyein nagyon sokféle típusú és kaliberű lőfegyverrel lehet versenyezni. A fegyverágakban különböző szintű minősítést lehet és szükséges elérni a versenyzőknek I-IV. osztályban. A fegyverágakon belül speciális divíziókban lehet versenyezni ahogy egyéb kötött szabályok vonatkoznak a fegyverekre, például vagy csak mechanikus irányzék használható vagy bármilyen optikai irányzék is.
A 31. számú sportpisztoly fegyverágban bármilyen peremgyújtású (.22 kaliberű) öntöltő pisztoly vagy revolver.
A 32. számú központi gyújtású pisztoly fegyverágban 
- Minimum 9 mm /.38 special, maximum .45 kaliberű revolver.
- 9 mm kaliber alatti, de minimum .25 / 6,35 mm kaliberű, öntöltő pisztoly, vagy revolver.
- Minimum 9 mm, maximum .45 kaliberű öntöltő pisztoly

A 33. számú sörétes puska fegyverágban12-es kaliberű maximum 89 mm hüvelyhosszú, ismétlő (pumpás) vagy öntöltő rendszerű sörétes puska.
A 34. számú kiskaliberű puska fegyverágban bármilyen öntöltő vagy ismétlő rendszerű, peremgyújtású (.22 kaliberű) vagy .17 HMR kaliberű egybeszerelt puska vagy válltámasszal szerelt lőfegyver.
A 35. számú nagyöbű puska fegyverágban bármilyen pisztoly kaliberű (min. 9mm max .45) vagy minimum 5,45 mm, maximum .45 puska vagy karabély kaliberű, válltámasszal szerelt, öntöltő vagy ismétlő rendszerű lőfegyver. 
2024 óta külön fegyver divíziókat kaptak a CMA-ban használható fegyverek és az utánpótlás nevelés elősegítése érdekében külön fegyverágat kapott:
A 36. számú légpisztoly fegyverágban GBB légpisztoly divízió (airsoft), valamint standard  és nyílt légpisztoly divízióban lehet versenyezni. 
A 37. számú légpuska fegyverágban pedig standard  és nyílt divízióban lehet versenyezni. 

## IDPA

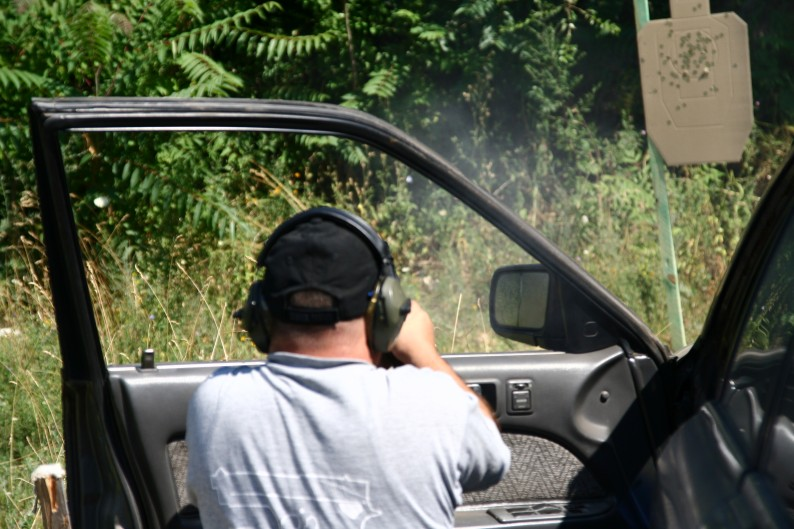
2006-os IDPA OB

Az IDPA (International Defensive Pistol Association) Magyarországon nagyon fiatal sport, a rendőrség csak 2006-tól fogadja el a benne elért minősítéseket. Az előzőeknél összetettebb, mivel tripla kihívás: pontosan, gyorsan, biztonságosan kell lőni.
Noha a pontlövészetben és a Steel Challenge-ben is fontos a biztonságos fegyverkezelés, azonban statikusan, egy helyben állva ez kisebb erőfeszítést igényel. Az IDPA ezeknél jóval dinamikusabb sport. Változatos és életszerű pályákon folyik a lövészet, ahol különböző testhelyzetekből (például fedezék mellett, fedezék felett, lehajolva ablakon át), különböző fegyverfogásokkal (általában két kézzel, néha egy, néha gyenge (bal) kézzel) kell lőni, a fegyverrel mozogni kell a kiépített lőpályán. Az IDPA versenyek fokozott biztonságosságát több fegyverbíró és szigorú szabálykönyvek alkalmazása kényszeríti ki, a szabálytalanul játszó versenyzőket kizárják, így a kezdő lövészek is gyorsan rákényszerülnek a maximális fegyverbiztonságra. Itt is az győz, aki a leggyorsabb. A pontatlan találatokért időbüntetés jár.

## Szituációs lövészet (IPSC)

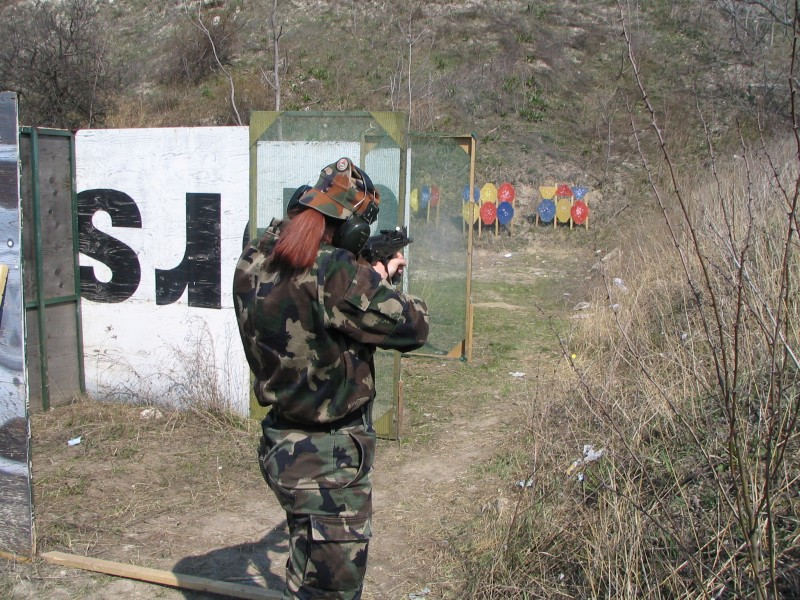
IPSC verseny 2005-ben, a Bel SE rendezésében

A szituációs lövészet (International Practical Shooting Confederation, IPSC) látszólag régebbi sport, mint az IDPA, de az alapítók (2006-ban elhunyt Jeff Cooper mindkét sport alapító tagja) szerint az IPSC a kezdeti „praktikus” hozzáállástól eltávolodva a versenysport irányába mozdult el.
A versenyszabályzatok, a lőpályák és a pontozás itt a legbonyolultabb (súlyozott). A lövésekkel elért pontszámot elosztják a lövésekkel eltöltött idővel, akinek a legmagasabb az így kapott pontszáma, az lesz a győztes.

## Precíziós lövészet
Az előző pontokban látható sportágaktól teljesen eltérő lövészet. Itt (legtöbbször) nem számít az idő, csak az, hogy a találat a lehető legpontosabb legyen. Puskával, általában fekve, feltámasztott fegyverrel kell lőni. A célok nagyon kicsik, és nagyon messze (100–425 m távolságra) vannak. Vannak olyan versenyek, ahol száz méterről egy 1 cm átmérőjű célt kellett eltalálni úgy, hogy a találat teljesen benne legyen a célban, miközben maga a lövedéke 7,62 milliméter átmérőjű.

## Nagytávolságú lövészet
Szintén nagy kaliberű, távcsöves puskával űzött sport, azonban itt még nagyobbak a távolságok. Jelenleg három lőtávkategória van: 300 m, 600 m, 900 m. Az első megrendezett versenyeken még 1000 m-re is lőttek.
Egészen más messzire lőni, mint közelre egy arányosan lekicsinyített lőlapra: a természeti hatások itt már nagy jelentőséggel bírnak. Az 1000 méteren vagy 1000 yardon elhelyezett lőlap mérete 183×183 cm.

## Biatlon

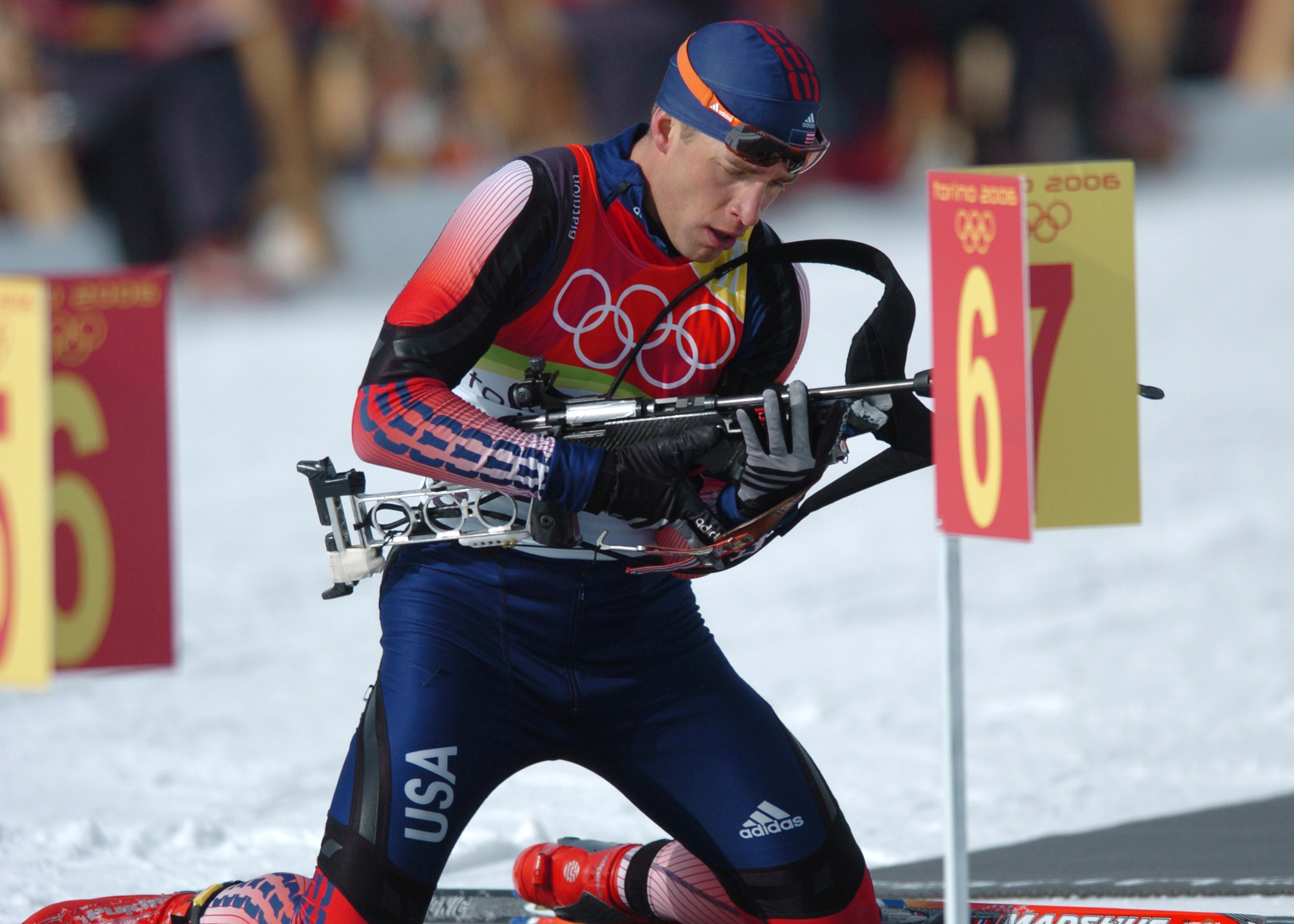
Az amerikai Jeremy Teela fekvőlövészethez készül

A biatlon, másik nevén a sílövészet szintén olimpiai sportág, a sífutás lövészettel összekapcsolt változata. A lövész könnyű vállfegyverrel, puskával a hátán síeli végig a távot, a fegyver tömege töltött tölténytárakkal együtt a 3,5 kilogrammot (7,7 fontot) nem haladhatja meg. A puska a .22 LR-t tüzeli és rendszerint tolózáras ismétlőpuska.
A lőtáv 50 méter (160 láb), a célsorban öt kör alakú cél van elhelyezve, találat esetén ezek vagy lebuknak, vagy elfordulnak. Egy célt csak egyszer lőhet meg a lövész. A kihagyott cél után, és ha a szomszéd versenyző célját lövi is, büntetőköröket kell futnia. Állólövészet idején a célalak 115 milliméter (4,5 hüvelyk), fekvőlövészet esetén 45 milliméter (1,8 hüvelyk).

## IPC-lövészet
A Nemzetközi Paralimpiai Bizottság (International Paralympic Committee, IPC) által szervezett és rendezett sportlövészeti ág, melynek magyarországi felelős szerve a Magyar Paralimpiai Bizottság. A sportág két fegyverágra – pisztoly és puska – oszlik két fegyvernemben (lég- és .22 LR). Szabályait az IPC Lövész Bizottsága (IPC Shooting Technical Committee) dolgozta ki és módosítja, melyek figyelembe veszik az azonos képességű, de eltérő sérültségű lövészek együttversenyzési lehetőségeit, egyéni és csapatversenyen egyaránt.

## Elöltöltő-fegyveres lövészet
A hazai elöltöltő-fegyveres életet két szövetség, a Magyar Sportlövők Szövetsége és a Magyar Elöltöltő-Fegyveres Lövészek Szövetsége közösen népszerűsíti, közös munkával. A sportág 1995-ben vetette meg lábát hazánkban. 2000-ig versenyeinket a hazai szabályozás hiányosságai miatt Szlovákiában kellett megszervezni, de 2000. augusztustól elindulhatott a hazai lövészélet is. A 253/2004. fegyvertörvény jelentősen enyhített az elöltöltő fegyverek sportcélú használatának lehetőségein. Hazánk 2003 óta teljes jogú tagja a Nemzetközi Elöltöltő-Fegyveres Lövész Szövetségnek (MLAIC). Aki történelmi fegyverekkel kíván hazánkban sporttevékenységet folytatni, a következő feltételeknek kell megfelelnie:
Személyi feltételek:
Az elöltöltő-fegyverek (muzeális fegyverek) 18 év életkor felett szabadon megvásárolhatóak, tarthatóak.
A lövésznek lövészegyesületi tagnak kell lennie.
A lövészetre használni kívánt fegyvert be kell vizsgáltatni (új fegyver esetén szemléztetni) az MKH-ban A versenyeken való indulásnak még van egy fontos személyi feltétele, melyet nem a törvények írnak elő, hanem a józan ész: minden versenyen részt vevő lövésznek rendelkezni kell a jártasságát igazoló elöltöltő-fegyveres vizsgával, vagy MSSZ rajtengedéllyel. Elöltöltő-fegyvert csak feketelőporos lövészetre engedéllyel rendelkező lőtéren lehet sportlövészetre használni.
Egyesülettel kapcsolatos feltételek:
Csak sportlövész egyesület végezhet feketelőporos lövészetet.
Az egyesületnek külön engedélyt kell kérnie feketelőporos lövészetre.
Az egyesületnek létre kell hozni a feketelőpor és csappantyúk tárolására biztonságtechnikailag alkalmas és a jogszabályoknak megfelelő tárolóhelyet.
Lőport csappantyút csak a lövészegyesület tarthat, ezeket csak a lövészegyesület lőporkezeléssel megbízott illetékese vásárolhatja.
Versenyágak:
A szövetségek minden történelmi korból származó, minden típusú fegyverre külön egyéni és csapatversenyeket rendeznek, így igen változatos kínálat áll az érdeklődők rendelkezésére a vadászias puska lövészettől a párbajpisztolyos lövészetig, de az érdeklődők belekóstolhatnak a vadnyugat revolvereinek lövészetébe is. Az eredeti fegyverek a korhű másolatoktól elkülönített kategóriákban versenyeznek. Eredeti fegyver lövészetre csak akkor használható, ha az műszaki vizsgálaton esett át, és lövészetre alkalmasnak találtatott. A versenyeken 25–300 m közötti távolságokon lövünk. Egy sorozat 13 lövésből áll, melyből a 10 legjobb lövést értékeljük. Pontosság tekintetében elmondhatjuk, hogy a huzagolt elöltöltő-fegyverek éppoly hatékonyak e távolságokon belül, mint a modern sportlövész fegyverek. Lőlapjaink mérete megegyezik a modern sportlövész lőlapok méreteivel. A pontlövészeti ágak mellett vadász tereplövész versenyeket is tartunk vad formájú fémcélokra (elöltöltő-fegyveres sziluett lövészet). Ezek a hangulatos, dzsembori jellegű lövészetek készítik fel a hazai érdeklődőket arra, hogy ha egyszer törvényeink lehetővé teszik, vadászatra is használhassuk történelmi fegyvereinket. Ezzel kapcsolatban a MEFLSZ 2008-ban civil kezdeményezést indított útjára: Az elöltöltő-fegyveres vadászatról. 
Elöltöltő-fegyverek
Elöltöltő-fegyvernek nevezünk minden olyan lőfegyvert, mely nem modern egybeszerelt lőszerrel működik, hanem a lőport, fojtást, majd lövedéket a csőtorkolat felől töltjük külön egységekben a fegyver csövébe. A betöltött lőpor begyújtása a gyúlyukon (vagy lőkúpon) keresztül történik. Az elöltöltő fegyverek fejlődéstörténete:
- 12-13. sz. lakat nélküli kéziágyúk
- 13-15. sz. kanócos lakatok
- 16. sz. keréklakatos fegyverek
- 17. sz. kovás fegyverek
- 19. sz. kémiai gyújtású (perkussziós) fegyverek

Elöltöltő-fegyveres lövészélet
A lövészélettel kapcsolatos információk a Kapszli portálon találhatóak meg (versenyek, eredmények, országos csúcsok, vizsgakövetelmények, szabályzatok): Lövészélet Szintén ezen a honlapon érhető el a magyar elöltöltő-fegyveres lövészek ingyenes eMagazinja, a Füstölgő.

## Szövetségek
Jelenleg két olyan szövetség van, mely rajtengedély kiadására jogosult: az egyik az Magyar Dinamikus Lövészsport Szövetség] (MDLSZ), ahol IPSC, nagytávolságú lövészet és sziluett lövészet a fő ágak.
A nagyobb szövetség az Magyar Sportlövők Szövetsége (MSSZ), itt több szakág is megtalálható:
- Szituációs szakág (Rapid shooting, Steel challenge, Fémpárbaj, Sport Action Shooting és Multigun.)
- Precíziós lövészet
- Elöltöltő-fegyveres lövészet
- Cowboy Action Shooting
- Mozgássérült szakág
- Számszeríjász szakág
- Koronglövészet: skeet, trap és vadászkorong (legismertebb sportoló: Igaly Diána olimpiai bajnok),
- Olimpiai pontlövészeti ágak

Az elöltöltő-fegyveres lövészet kulturális-társadalmi koordinálása terén az MSSZ partnere a Magyar Elöltöltő-Fegyveres Lövészek Szövetsége.

## Galéria

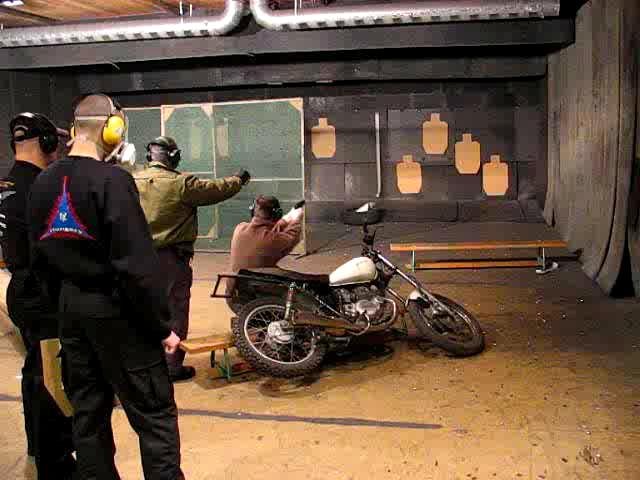
IDPA verseny képe
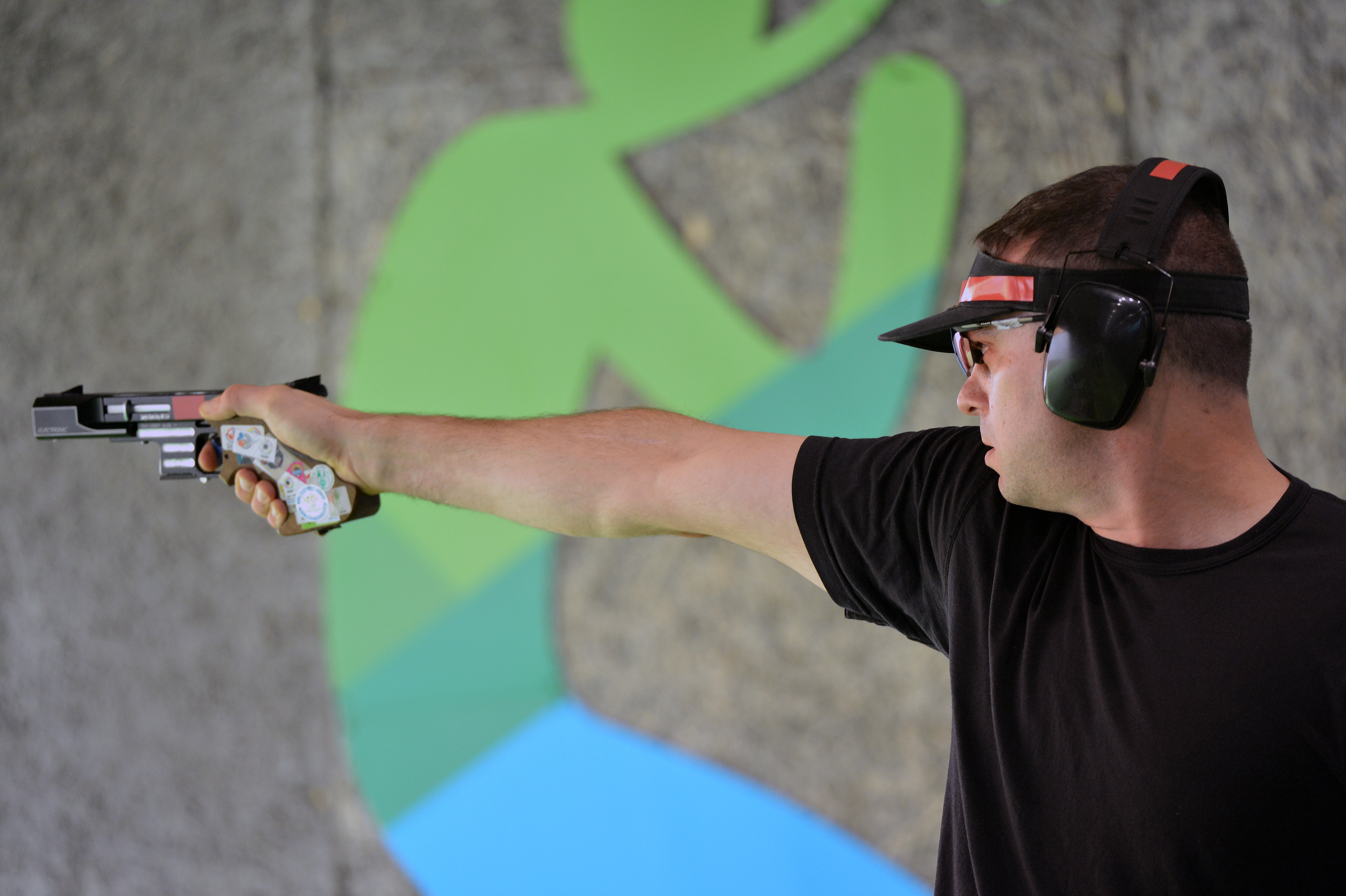
Keith Sanderson a 2016-os riói olimpián a 25 méteres gyorstüzelőpisztoly számban
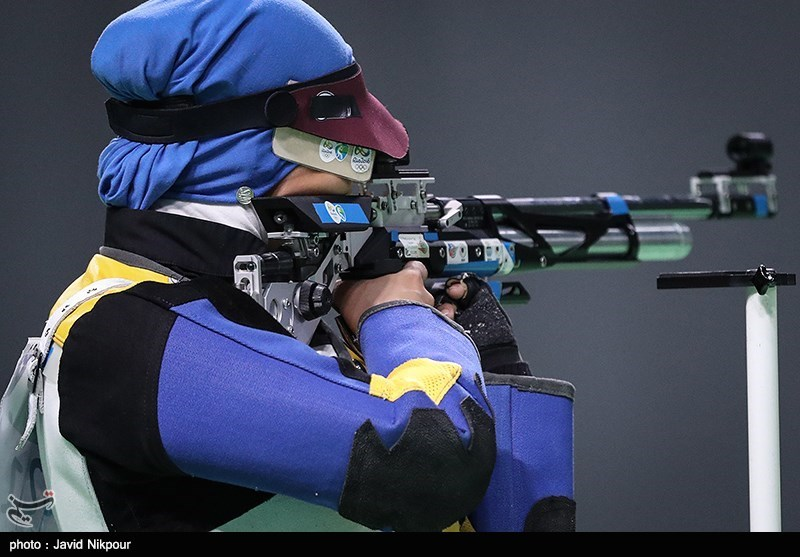
10 méteres légpuska versenyző a 2016-os riói olimpián